# Aspitates conjuncta
Aspitates conjuncta là một loài bướm đêm trong họ Geometridae.